# À l'Écu d'or ou la Bonne Auberge
 Pour plus de détails, voir Fiche technique et Distribution
À l'Écu d'or ou la Bonne Auberge est un court métrage pornographique français tourné et diffusé en 1908. Il est considéré comme le premier film pornographique français répertorié.

## Synopsis
Dans une auberge, une femme de ménage joue sexuellement avec le tuyau de son aspirateur. Le couple occupant la chambre la surprend, commence alors une séance de triolisme.

## Fiche technique
- Titre original : À l'Écu d'or ou la Bonne Auberge
- Titre court : À l'Écu d'or
- Scénario et réalisation : anonymes
- Format : noir et blanc - muet
- Genre: film pornographique
- Durée : 4 minutes 3 secondes
- Année :  1908
- Interprètes : anonymes

## À noter
- Ce film considéré comme le premier film pornographique français répertorié n'est pas le plus ancien au niveau mondial, le film argentin El Sartorio pourrait lui être antérieur.